# Stockholm Open 1998 - Qualificazioni singolare
Le qualificazioni del singolare  dello  Stockholm Open 1998 sono state un torneo di tennis preliminare per accedere alla fase finale della manifestazione. I vincitori dell'ultimo turno sono entrati di diritto nel tabellone principale. In caso di ritiro di uno o più giocatori aventi diritto a questi sono subentrati i lucky loser, ossia i giocatori che hanno perso nell'ultimo turno ma che avevano una classifica più alta rispetto agli altri partecipanti che avevano comunque perso nel turno finale.
Le qualificazioni del torneo Stockholm Open 1998 prevedevano 32 partecipanti di cui 4 sono entrati nel tabellone principale.

## Teste di serie
1. Geoff Grant (Qualificato)
2. Diego Nargiso (primo turno)
3. Christian Vinck (ultimo turno)
4. Takao Suzuki (Qualificato)

1. Ivo Heuberger (Qualificato)
2. Brian MacPhie (primo turno)
3. Wolfgang Schranz (primo turno)
4. Rogier Wassen (secondo turno)

## Qualificati
1. Geoff Grant
2. Wayne Arthurs

1. Ivo Heuberger
2. Takao Suzuki

## Tabellone

### Legenda
| - Q = Qualificato - WC = Wild card - LL = Lucky loser | - ALT = Alternate - SE = Special Exempt - PR = Protected Ranking | - w/o = Walkover - r = Ritirato - d = Squalificato |

### Sezione 1
|  | Primo turno        | Primo turno        | Primo turno        | Primo turno | Primo turno |  |  | Secondo turno      | Secondo turno      | Secondo turno      | Secondo turno      | Secondo turno      |   |   | Ultimo turno | Ultimo turno | Ultimo turno | Ultimo turno | Ultimo turno |  |
|  |                    |                    |                    |             |             |  |  |                    |                    |                    |                    |                    |   |   |              |              |              |              |              |  |
|  | 1                  | Geoff Grant        | Geoff Grant        | 6           | 6           |  |  |                    |                    |                    |                    |                    |   |   |              |              |              |              |              |  |
|  |                    | Bobby Kokavec      | Bobby Kokavec      | 4           | 4           |  |  | 1                  | Geoff Grant        | Geoff Grant        | 7                  | 6                  |   |   |              |              |              |              |              |  |
|  | Davide Scala       | Davide Scala       | 6                  | 4           | 6           |  |  |                    | Davide Scala       | Davide Scala       | 6                  | 1                  |   |   |              |              |              |              |              |  |
|  | Mattias Hellstrom  | Mattias Hellstrom  | 3                  | 6           | 2           |  |  |                    |                    |                    |                    |                    |   |   | 1            | Geoff Grant  | Geoff Grant  | 6            | 6            |  |
|  | Patrik Fredriksson | Patrik Fredriksson | Patrik Fredriksson | 7           | 7           |  |  |                    |                    |                    | Patrik Fredriksson | Patrik Fredriksson | 4 | 4 |              |              |              |              |              |  |
|  | Cristiano Caratti  | Cristiano Caratti  | Cristiano Caratti  | 5           | 5           |  |  | Patrik Fredriksson | Patrik Fredriksson | Patrik Fredriksson | 6                  | 6                  |   |   |              |              |              |              |              |  |
|  |                    | Bjorn Rehnquist    | 6                  | 4           | 7           |  |  | Bjorn Rehnquist    | Bjorn Rehnquist    | Bjorn Rehnquist    | 4                  | 2                  |   |   |              |              |              |              |              |  |
|  | 7                  | Wolfgang Schranz   | 4                  | 6           | 6           |  |  |                    |                    |                    |                    |                    |   |   |              |              |              |              |              |  |

### Sezione 2
|  | Primo turno          | Primo turno          | Primo turno          | Primo turno | Primo turno |  |  | Secondo turno | Secondo turno   | Secondo turno   | Secondo turno   | Secondo turno   |   |   | Ultimo turno  | Ultimo turno  | Ultimo turno  | Ultimo turno | Ultimo turno |  |
|  |                      |                      |                      |             |             |  |  |               |                 |                 |                 |                 |   |   |               |               |               |              |              |  |
|  |                      | Wayne Arthurs        | 6                    | 6           | 7           |  |  |               |                 |                 |                 |                 |   |   |               |               |               |              |              |  |
|  | 2                    | Diego Nargiso        | 7                    | 4           | 5           |  |  | Wayne Arthurs | Wayne Arthurs   | Wayne Arthurs   | 6               | 6               |   |   |               |               |               |              |              |  |
|  | Fredrik Loven        | Fredrik Loven        | Fredrik Loven        | 6           | 6           |  |  | Fredrik Loven | Fredrik Loven   | Fredrik Loven   | 3               | 4               |   |   |               |               |               |              |              |  |
|  | Marco Meneschincheri | Marco Meneschincheri | Marco Meneschincheri | 3           | 1           |  |  |               |                 |                 |                 |                 |   |   | Wayne Arthurs | Wayne Arthurs | Wayne Arthurs | 6            | 6            |  |
|  | Peter Tramacchi      | Peter Tramacchi      | 6                    | 6           | 6           |  |  |               |                 | Peter Tramacchi | Peter Tramacchi | Peter Tramacchi | 2 | 4 |               |               |               |              |              |  |
|  | Per Thornadsson      | Per Thornadsson      | 7                    | 3           | 3           |  |  |               | Peter Tramacchi | Peter Tramacchi | 6               | 6               |   |   |               |               |               |              |              |  |
|  | 8                    | Rogier Wassen        | Rogier Wassen        | 7           | 6           |  |  | 8             | Rogier Wassen   | Rogier Wassen   | 3               | 1               |   |   |               |               |               |              |              |  |
|  |                      | Tommi Lenho          | Tommi Lenho          | 6           | 4           |  |  |               |                 |                 |                 |                 |   |   |               |               |               |              |              |  |

### Sezione 3
|  | Primo turno       | Primo turno       | Primo turno     | Primo turno | Primo turno |  |  | Secondo turno | Secondo turno   | Secondo turno   | Secondo turno | Secondo turno |   |   | Ultimo turno | Ultimo turno    | Ultimo turno    | Ultimo turno | Ultimo turno |  |
|  |                   |                   |                 |             |             |  |  |               |                 |                 |               |               |   |   |              |                 |                 |              |              |  |
|  | 3                 | Christian Vinck   | Christian Vinck | 6           | 6           |  |  |               |                 |                 |               |               |   |   |              |                 |                 |              |              |  |
|  |                   | Tapio Nurminen    | Tapio Nurminen  | 4           | 4           |  |  | 3             | Christian Vinck | Christian Vinck | 6             | 7             |   |   |              |                 |                 |              |              |  |
|  | Jan Apell         | Jan Apell         | 6               | 4           | 6           |  |  |               | Jan Apell       | Jan Apell       | 2             | 5             |   |   |              |                 |                 |              |              |  |
|  | Joachim Johansson | Joachim Johansson | 3               | 6           | 0           |  |  |               |                 |                 |               |               |   |   | 3            | Christian Vinck | Christian Vinck | 6            | 2            |  |
|  | Gerald Mandl      | Gerald Mandl      | 7               | 4           | 7           |  |  |               |                 | 5               | Ivo Heuberger | Ivo Heuberger | 7 | 6 |              |                 |                 |              |              |  |
|  | Gastón Etlis      | Gastón Etlis      | 6               | 6           | 6           |  |  |               | Gerald Mandl    | Gerald Mandl    | 1             | 4             |   |   |              |                 |                 |              |              |  |
|  | 5                 | Ivo Heuberger     | 4               | 6           | 6           |  |  | 5             | Ivo Heuberger   | Ivo Heuberger   | 6             | 6             |   |   |              |                 |                 |              |              |  |
|  |                   | Lars Jonsson      | 6               | 4           | 1           |  |  |               |                 |                 |               |               |   |   |              |                 |                 |              |              |  |

### Sezione 4
|  | Primo turno      | Primo turno      | Primo turno    | Primo turno | Primo turno |  |  | Secondo turno    | Secondo turno    | Secondo turno    | Secondo turno    | Secondo turno    |   |   | Ultimo turno | Ultimo turno | Ultimo turno | Ultimo turno | Ultimo turno |  |
|  |                  |                  |                |             |             |  |  |                  |                  |                  |                  |                  |   |   |              |              |              |              |              |  |
|  | 4                | Takao Suzuki     | Takao Suzuki   | 7           | 6           |  |  |                  |                  |                  |                  |                  |   |   |              |              |              |              |              |  |
|  |                  | Alex Rădulescu   | Alex Rădulescu | 5           | 4           |  |  | 4                | Takao Suzuki     | 7                | 1                | 6                |   |   |              |              |              |              |              |  |
|  | Nicklas Kulti    | Nicklas Kulti    | Nicklas Kulti  | 6           | 6           |  |  |                  | Nicklas Kulti    | 5                | 6                | 4                |   |   |              |              |              |              |              |  |
|  | Kalle Flygt      | Kalle Flygt      | Kalle Flygt    | 1           | 1           |  |  |                  |                  |                  |                  |                  |   |   | 4            | Takao Suzuki | Takao Suzuki | 6            | 6            |  |
|  | Henrik Andersson | Henrik Andersson | 6              | 4           | 6           |  |  |                  |                  |                  | Henrik Andersson | Henrik Andersson | 3 | 2 |              |              |              |              |              |  |
|  | Miles Maclagan   | Miles Maclagan   | 1              | 6           | 3           |  |  | Henrik Andersson | Henrik Andersson | Henrik Andersson | 6                | 6                |   |   |              |              |              |              |              |  |
|  |                  | Barry Cowan      | 2              | 6           | 6           |  |  | Barry Cowan      | Barry Cowan      | Barry Cowan      | 2                | 3                |   |   |              |              |              |              |              |  |
|  | 6                | Brian MacPhie    | 6              | 3           | 3           |  |  |                  |                  |                  |                  |                  |   |   |              |              |              |              |              |  |